# Yelena Rybákina
Elena Andréievna Rybákina (en ruso: Елена Андреевна Рыбакина; Moscú, 17 de junio de 1999) es una jugadora de tenis rusa nacionalizada kazaja. En 2022 se convirtió en la primera kazaja en ganar un título de Grand Slam, en Wimbledon.

## Carrera
Rybákina debutó en un cuadro final de la WTA en el Torneo de Moscú 2017 tras superar la fase previa. Perdió en primera ronda ante Irina-Camelia Begu en tres sets.
Hasta la fecha ha logrado ocho títulos individuales WTA, además de cuatro títulos individuales y cuatro de dobles en el circuito ITF y tiene como mejor posición histórica el puesto 3º.

### 2022: campeona de Wimbledon
Se proclama campeona de Wimbledon, siendo la primera kazaja en hacerlo, tras vencer en la final 3-6, 6-2, 6-2 a Ons Jabeur. 

### 2023: finalista del Abierto de Australia y campeona de los Masters de Indian Wells y Roma
Es finalista del Abierto de Australia perdiendo 6-4, 3-6, 4-6 ante Aryna Sabalenka. 
Es la campeona del Masters de Indian Wells venciendo 7(13)-6(11), 6-4 en la final a la bielorrusa Aryna Sabalenka. En el Masters de Miami es finalista perdiendo dicho partido 6-7, 2-6 ante Petra Kvitova. 
Es la campeona del Masters de Roma tras la retirada de Anhelina Kalinina en la final cuando el marcador estaba 6-4, 1-0 a favor de Yelena.
Disputa las WTA Finals de Cancún clasificada como la jugadora número cuatro. No logra pasar de la fase de grupos.

### 2024: campeona de los torneos de Brisbane, Abu Dabi y Stuttgart y cambio de entrenador
Empieza la temporada proclamándose campeona del Torneo de Brisbane al imponerse en la final 6-0, 6-3 a Sabalenka. 
En el Abierto de Australia gana su primer partido ante Karolína Plíšková (7-6, 6-4) y pierde su segundo partido 4-6, 6-4, 6(20)-7(22) ante Anna Blinkova en un histórico tie break que duró 32 minutos. 
Es la campeona del Torneo de Abu Dabi venciendo 6-1, 6-4 a Daria Kasatkina en la final. En el Torneo de Doha llega a la final donde pierde 7(10)-6(8), 6-2 contra Iga Swiatek. 
En el Masters de Indian Wells, donde defendía título, se retira antes de disputar ningún partido por enfermedad. 
Pierde la final del Masters de Miami contra Danielle Collins (7-5, 6-3). En la vencedora del Torneo de Stuttgart imponiéndose en la final 6-2, 6-2 ante Marta Kostyuk .
En el Masters de Madrid es semifinalista perdiendo 6-1, 5-7, 6(5)-7(7) ante Sabalenka. En el Masters de Roma se vio obligada a retirarse del torneo italiano al no encontrarse bien físicamente.
En Roland Garros pierde en cuartos de final contra la italiana Jasmine Paolini (6-2, 4-6, 6-4).Es semifinalista de Wimbledon donde pierde 3-6, 6-3, 6-4 contra Barbora Krejcikova. 
Aunque tenía planificado participar en los Juegos Olímpicos de París se retira antes de que se inicie la competición por una bronquitis. 
En agosto anuncia que deja de trabajar con su entrenador desde hacía cinco años, Stefano Vukov.
En el Abierto de Estados Unidos se retira antes de disputar su segundo partido ante Jessika Ponchet tras vencer en el partido previo 6-1, 7(7)-6(1) a Destanee Aiava. 
En noviembre anuncia que su nuevo entrenador será Goran Ivanisevic. 
Después de casi dos meses sin competir, Rybákina disputa las WTA Finals en Riad a las que accede como la jugadora clasificada número cinco. No logra pasar de la fase de grupos al perder dos partidos ante Jasmine Paolini (7-6, 6-4), Qinwen Zheng (6-7, 6-3, 1-6) y vencer el último contra Sabalenka (4-6, 6-3, 1-6). 
Termina la temporada clasificada como la jugadora número seis del mundo. 

## Títulos de Grand Slam

### Individual

#### Títulos (1)
| Año  | Campeonato | Oponente en la final | Resultado     |
| 2022 | Wimbledon  | Ons Jabeur           | 3-6, 6-2, 6-2 |

#### Finalista (1)
| Año  | Torneo               | Oponente en la final | Resultado     |
| 2023 | Abierto de Australia | Aryna Sabalenka      | 6-4, 3-6, 4-6 |

## Títulos WTA (9; 9+0)

### Individual (9)
| Leyenda                                |
| -------------------------------------- |
| Grand Slam (1)                         |
| Juegos Olímpicos (0)                   |
| WTA Finals (0)                         |
| P. Mandatory & Premier 5, WTA 1000 (2) |
| Premier, WTA 500 (4)                   |
| International, WTA 250 (2)             |

| N.º | Fecha                 | Torneo       | Superficie    | Oponente en la final | Resultado       |
| --- | --------------------- | ------------ | ------------- | -------------------- | --------------- |
| 1.  | 21 de julio de 2019   | Bucarest     | Tierra batida | Patricia Maria Țig   | 6-2, 6-0        |
| 2.  | 18 de enero de 2020   | Hobart       | Dura          | Shuai Zhang          | 7-6(7), 6-3     |
| 3.  | 9 de julio de 2022    | Wimbledon    | Hierba        | Ons Jabeur           | 3-6, 6-2, 6-2   |
| 4.  | 19 de marzo de 2023   | Indian Wells | Dura          | Aryna Sabalenka      | 7-6(11), 6-4    |
| 5.  | 20 de mayo de 2023    | Roma         | Tierra batida | Anhelina Kalinina    | 6-4, 1-0, ret.  |
| 6.  | 7 de enero de 2024    | Brisbane     | Dura          | Aryna Sabalenka      | 6-0, 6-3        |
| 7.  | 11 de febrero de 2024 | Abu Dabi     | Dura          | Daria Kasatkina      | 6-1, 6-4        |
| 8.  | 21 de abril de 2024   | Stuttgart    | Tierra batida | Marta Kostyuk        | 6-2, 6-2        |
| 9.  | 24 de mayo de 2025    | Estrasburgo  | Tierra batida | Liudmila Samsonova   | 6-1, 6-7(2),6-1 |

#### Finalista (11)
| N.º | Fecha                    | Torneo               | Superficie    | Oponente en la final  | Resultado           |
| --- | ------------------------ | -------------------- | ------------- | --------------------- | ------------------- |
| 1.  | 15 de septiembre de 2019 | Nanchang             | Dura          | Rebecca Peterson      | 2-6, 0-6            |
| 2.  | 11 de enero de 2020      | Shenzhen             | Dura          | Ekaterina Alexandrova | 2-6, 4-6            |
| 3.  | 16 de febrero de 2020    | San Petersburgo      | Dura (i)      | Kiki Bertens          | 1-6, 3-6            |
| 4.  | 22 de febrero de 2020    | Dubái                | Dura          | Simona Halep          | 6-3, 3-6, 6-7(5)    |
| 5.  | 26 de septiembre de 2020 | Estrasburgo          | Tierra batida | Elina Svitólina       | 4-6, 6-1, 2-6       |
| 6.  | 9 de enero de 2022       | Adelaida             | Dura          | Ashleigh Barty        | 3-6, 2-6            |
| 7.  | 18 de septiembre de 2022 | Portoroz             | Dura          | Kateřina Siniaková    | 7-6(4), 6-7(5), 4-6 |
| 8.  | 28 de enero de 2023      | Abierto de Australia | Dura          | Aryna Sabalenka       | 6-4, 3-6, 4-6       |
| 9.  | 1 de abril de 2023       | Miami                | Dura          | Petra Kvitová         | 6-7(14), 2-6        |
| 10. | 17 de febrero de 2024    | Doha                 | Dura          | Iga Świątek           | 6-7(8), 2-6         |
| 11. | 30 de marzo de 2024      | Miami                | Dura          | Danielle Collins      | 5-7, 3-6            |

### Dobles (0)
| Leyenda                                |
| -------------------------------------- |
| Grand Slam (0)                         |
| Juegos Olímpicos (0)                   |
| WTA Finals (0)                         |
| P. Mandatory & Premier 5, WTA 1000 (0) |
| Premier, WTA 500 (0)                   |
| International, WTA 250 (0)             |

#### Finalista (2)
| N.º | Fecha                 | Torneos      | Superficie | Pareja                   | Oponentes en la final         | Resultado   |
| --- | --------------------- | ------------ | ---------- | ------------------------ | ----------------------------- | ----------- |
| 1.  | 16 de octubre de 2021 | Indian Wells | Dura       | Veronika Kudermétova     | Su-Wei Hsieh Elise Mertens    | 6-7(1), 3-6 |
| 2.  | 13 de enero de 2023   | Adelaida II  | Dura       | Anastasia Pavlyuchenkova | Luisa Stefani Taylor Townsend | 5-7, 6-7(3) |

## Títulos ITF (8; 4+4)

### Individual (4)
| Leyenda                    |
| -------------------------- |
| Torneos de $100 000        |
| Torneos de $80 000         |
| Torneos de $60 000         |
| Torneos de $25 000         |
| Torneos de $10 000/$15 000 |

| Títulos por superficie |
| ---------------------- |
| Dura (4)               |
| Arcilla (0)            |
| Hierba (0)             |
| Moqueta (0)            |

| N.º | Fecha                | Categoría | Torneo                | Superficie | Rival               | Resultado      |
| --- | -------------------- | --------- | --------------------- | ---------- | ------------------- | -------------- |
| 1.  | 17 de marzo de 2018  | $15 000   | ITF Kazán, Rusia      | Dura (i)   | Daria Nazarkina     | 6-4, 7-6(5)    |
| 2.  | 3 de febrero de 2019 | $60 000   | Launceston, Australia | Dura       | Irina Jromachova    | 7-5, 3-3, ret. |
| 3.  | 3 de marzo de 2019   | $25 000   | ITF Moscú, Rusia      | Dura (i)   | Ganna Poznikhirenko | 7-5, 6-0       |
| 4.  | 17 de marzo de 2019  | $25,000   | ITF Kazán, Rusia      | Dura (i)   | Urszula Radwańska   | 6-2, 6-3       |

### Dobles (4)
| Leyenda                    |
| -------------------------- |
| Torneos de $100 000        |
| Torneos de $80 000         |
| Torneos de $60 000         |
| Torneos de $25 000         |
| Torneos de $10 000/$15 000 |

| Títulos por superficie |
| ---------------------- |
| Dura (3)               |
| Arcilla (1)            |
| Hierba (0)             |
| Moqueta (0)            |

| N.º | Fecha               | Categoría | Torneo                | Superficie | Pareja               | Rivales                            | Resultado        |
| --- | ------------------- | --------- | --------------------- | ---------- | -------------------- | ---------------------------------- | ---------------- |
| 1.  | 1 de abril de 2017  | $15 000   | ITF Estambul, Turquía | Dura (i)   | Yekaterina Kazionova | Eleni Daniilidou Vlada Ekshibarova | 6-1, 6-3         |
| 2.  | 6 de mayo de 2017   | $15,000   | ITF Antalya, Turquía  | Arcilla    | Amina Anshba         | Daria Nazarkina Anna Ukolova       | 7-5, 4-6, [10-8] |
| 3.  | 16 de marzo de 2018 | $15,000   | ITF Kazán, Rusia      | Dura (i)   | Aliona Fomina        | Anastasia Frolova Ksenia Lykina    | 6-4, 1-6, [10-6] |
| 4.  | 3 de marzo de 2019  | $25,000   | ITF Moscú, Rusia      | Dura (i)   | Sofiya Lansere       | Ganna Poznikhirenko Vivian Heisen  | 1-6, 6-3, [10-4] |

## Clasificación Histórica
| Torneo                    | 2018 | 2019 | 2020 | 2021 | 2022 | 2023 | 2024 | 2025 | Títulos | G–P   | % Victorias |
| ------------------------- | ---- | ---- | ---- | ---- | ---- | ---- | ---- | ---- | ------- | ----- | ----------- |
| Australian Open           | A    | Q1   | 3R   | 2R   | 2R   | F    | 2R   | 4R   | 0 / 6   | 14–6  | 70%         |
| Roland Garros             | A    | 1R   | 2R   | CF   | 3R   | 3R   | CF   |      | 0 / 6   | 13–5  | 72%         |
| Wimbledon                 | A    | Q3   | ND   | 4R   | G    | CF   | SF   |      | 1 / 4   | 19–3  | 86%         |
| Abierto de Estados Unidos | Q2   | 1R   | 2R   | 3R   | 1R   | 3R   | 2R   |      | 0 / 6   | 5–5   | 50%         |
| Ganados–Perdidos          | 0–0  | 0–2  | 4–3  | 10–4 | 10–3 | 13–3 | 11–3 | 3–1  | 1 / 22  | 51–19 | 73%         |